# Sandnessjøen

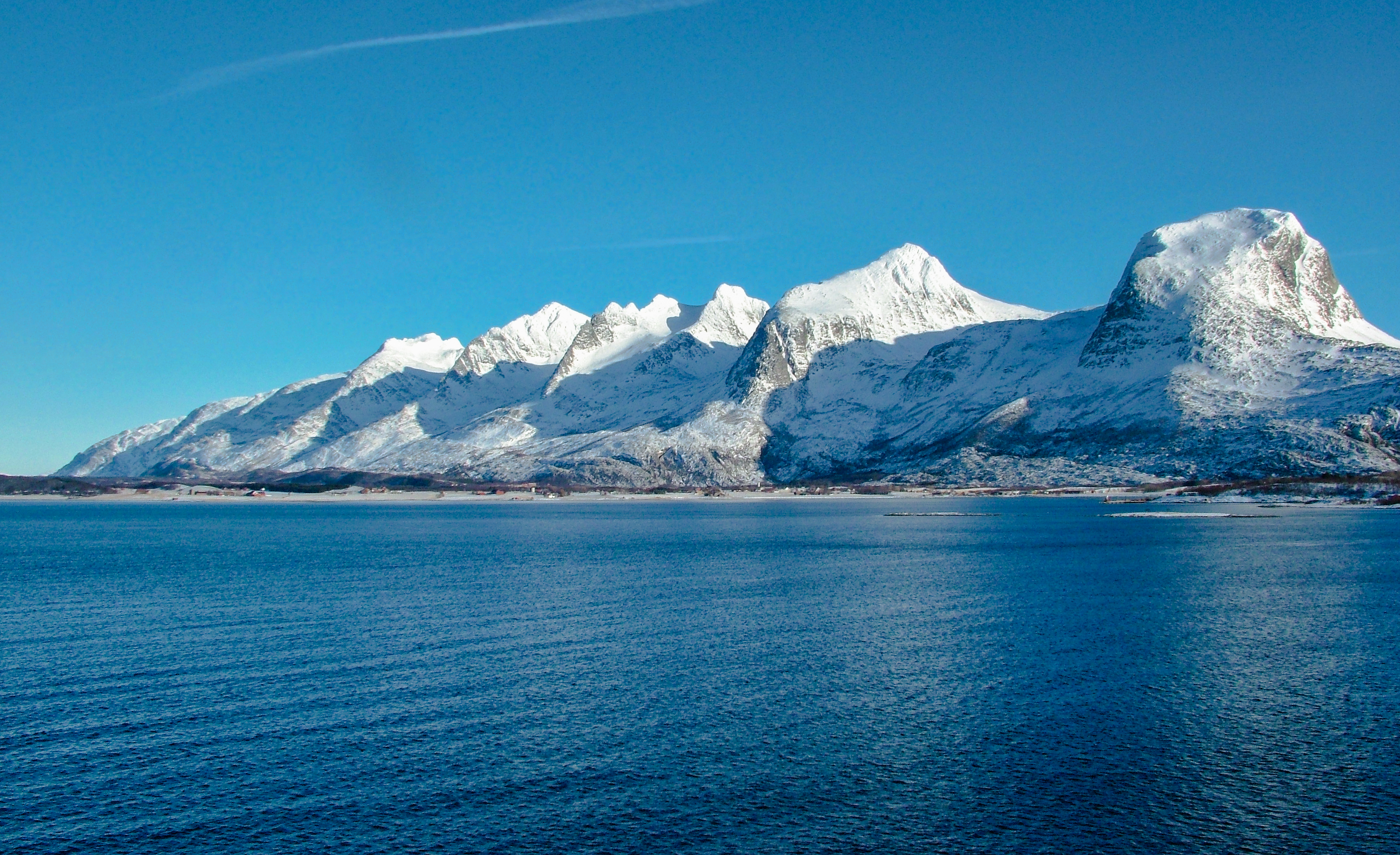
Die sieben Schwestern

Sandnessjøen ist eine Ortschaft auf der  54 km² großen Insel Alsten in der norwegischen Kommune Alstahaug, ca. 50 km südlich des nördlichen Polarkreises. Sandnessjøen gehört zum Fylke Nordland. Der Ort Sandnessjøen hat ca. 5.700 Einwohner und liegt im Norden der Insel. Der zweitgrößte Ort der Kommune ist Tjøtta.
Bekannt ist Sandnessjøen für die Gebirgskette „Sieben Schwestern“ (bokmål De syv søstre, nynorsk Dei sju søstre).

## Verkehr
Sandnessjøen ist Anlegestelle der Hurtigruten-Schiffe. Der Flughafen Sandnessjøen, Stokka liegt rund 10 Kilometer entfernt in südwestlicher Richtung. Die Insel ist durch die Helgelandsbrücke (Helgelandsbrua) mit dem Festland verbunden.

## Wirtschaft
Die Region lebt vom Fischfang, der Landwirtschaft, Tourismus und der Gasförderung aus dem Gasfeld „Skarv“.

## Sehenswürdigkeiten

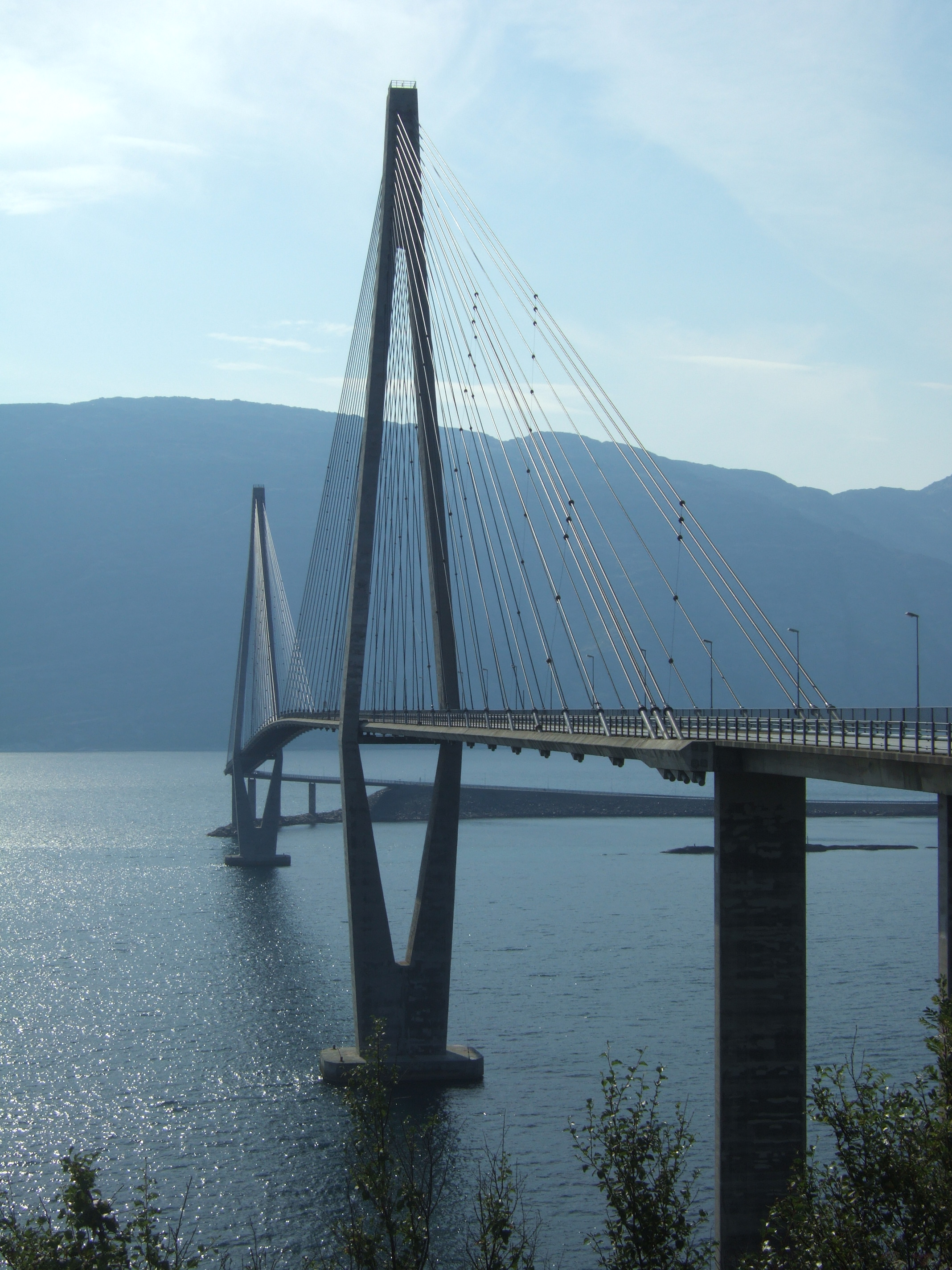
Die Helgelandsbrua vom Norden aus gesehen

- Helgelandsbrua, eine Brücke mit einer Länge von 1.073 m und einer Höhe von 45 m, früher mautpflichtig. Heute ist sie kostenlos befahrbar.
- De 7 Søstre (Die Sieben Schwestern), eine Bergkette mit sieben Gipfeln südlich der Ortschaft Sandnessjøen. Der Sage nach sollen es sieben Jungfrauen gewesen sein, die sich nach einer Verfolgung durch den König Hestmannen erschöpft niederwarfen. Bei Sonnenaufgang erstarrten sie zu Stein. Die Legende gehört zur Sage über den Torghatten.

## Söhne und Töchter der Stadt
- Torolf Prytz (1858–1938), Architekt
- Leif Bryde Lillegard (1918–1994), Schriftsteller
- Odd Eriksen (1955–2023), Politiker (Arbeiterpartei (Ap)), Mitglied des Storting
- Kine Elisabeth Steinsvik (* 1976), Juristin
- Andreas Nygaard (* 1990), Skilangläufer
- Sander Rølvåg (* 1990), Curler

## Mit der Stadt verbundene Persönlichkeiten
- Erwin Bowien (1899–1972), deutscher Maler und Autor. Ab 1954 regelmäßige Malaufenthalte in seiner Hütte „Bettina-Bo“ auf der Insel[1][2]
- Bettina Heinen-Ayech (1937–2020), deutsche Malerin. Begleitete ihren Lehrer Erwin Bowien bei seinen Malreisen.